# Isla de Meanguera
La isla de Meanguera es una isla del océano Pacífico, que se encuentra ubicada en el golfo de Fonseca en El Salvador.
La isla se encuentra en una zona donde convergen las fronteras limítrofes entre El Salvador, Honduras y Nicaragua. 
La isla forma parte del departamento de La Unión. Su territorio es de origen volcánico, y posee una longitud de 6,4 kilómetros y una superficie total de 16.68 km². En el centro de la isla se encuentra el volcán Evaristo, el cual posee una altura de 500 m. 